# Отац или самоћа
„Отац или самоћа” је југословенски ТВ филм из 1978. године. Режирао га је Карољ Вицек а сценарио је написао Мирко Ковач.

## Улоге
| Глумац                   | Улога |
| ------------------------ | ----- |
| Горан Султановић         |       |
| Ева Рас                  |       |
| Даница Максимовић        |       |
| Стеван Шалајић           |       |
| Мирослав Бијелић         |       |
| Стојан Столе Аранђеловић |       |